# Gilles Brisson
Pour les personnes ayant le même patronyme, voir Brisson.
Gilles Brisson est un footballeur puis entraîneur français né le 9 avril 1958 à Saintes en Charente-Maritime. Il évolue au poste de défenseur du milieu des années 1970 à la fin des années 1980. Son frère jumeau, François, est également footballeur.
Il est formé au Paris Saint-Germain, puis il évolue notamment au Toulouse FC et au FC Sochaux.

## Biographie

### Joueur
Gilles Brisson commence le football, à l'âge de dix ans, à l'AS Bourg La Reine, club de la ville où ses parents ont emménagé peu de temps après la naissance des jumeaux François et Gilles. Il intègre le centre de formation du Paris Saint-Germain deux ans après son frère et fait ses débuts en équipe première lors de la saison 1977-1978. Il n'est cependant pas conservé dans l'effectif parisien.
Gilles Brisson rejoint alors le Toulouse FC qui évolue en division 2 et dès sa première saison au club s'impose au poste d'arrière droit. En 1980, il effectue son service militaire et ne dispute qu'une rencontre sous le maillot toulousain. Prêté au Paris FC la saison suivante, il retourne en 1982 au TFC qui vient d'être promu en division 1. Il retrouve son poste de titulaire et atteint lors de la saison 1984-1985 les demi-finales de la Coupe de France. Les Toulousains sont éliminés à ce stade de la compétition par le Paris SG aux tirs au but. La saison suivante, le TFC termine à la 4e place du championnat et se qualifie ainsi pour la première fois de son histoire pour une coupe européenne.
Gilles Brisson s'engage alors avec le FC Sochaux. Les Sochaliens terminent 18e et du championnat. En barrages, ils sont battus par l'AS Cannes et redescendent en division 2. Les Sochalines dominent leur groupe de division 2 et remontent dès l'année suivante en première division 1. Gilles Brisson, peu utilisé, lors de cette saison, quitte alors le club et signe à l'USL Dunkerque. Après une saison chez les Dunkerquois, il rejoint le Perpignan FC en division 3 pour deux saisons puis termine sa carrière à l'A.L. Saint-Jean-de-Luz.

### Entraîneur
Gilles Brisson commence en 1992 une carrière d'entraîneur dans le club amateur de l'US La Charité sur Loire puis rejoint en 1994 le Figeac QF. Après trois ans dans ce club, il s'engage avec le Rochefort FC qui évolue en promotion d'honneur. Sous ses ordres, le club monte en division d'honneur en 1999 puis remporte l'année suivante le titre de Champion de division d'honneur du Centre-Ouest accédant ainsi au CFA2. Le club ne reste qu'une saison à ce niveau et il quitte alors le club.
En janvier 2002, il rejoint le Montauban FCTG en CFA où il succède à François Calderaro alors que le club est mal classé dans son championnat. Il ne parvient pas à maintenir le club à ce niveau et son contrat n'est pas renouvelé. Il rejoint alors le club de Saint-Savinien la Patriote où il encadre les jeunes joueurs du club puis devient en 2011, entraîneur de l'équipe A.

## Palmarès

### Joueur
- Champion de France de division 2 (groupe A) en 1988 avec le FC Sochaux.

### Entraîneur
- Champion de division d'honneur du Centre-Ouest en 2000 avec le Rochefort FC

## Statistiques
Le tableau ci-dessous résume les statistiques en match officiel de Gilles Brisson durant sa carrière de joueur professionnel,
| Saison      | Club          | Pays   | Championnat | Championnat | Championnat | Coupes nationales | Coupes nationales |
| Saison      | Club          | Pays   | Division    | Matchs      | Buts        | Matchs            | Buts              |
| ----------- | ------------- | ------ | ----------- | ----------- | ----------- | ----------------- | ----------------- |
| 1977 - 1978 | Paris SG      | France | Division 1  | 7           | 0           | 1                 | 0                 |
| 1978 - 1979 | Toulouse FC   | France | Division 2  | 33          | 0           | -                 | -                 |
| 1979 - 1980 | Toulouse FC   | France | Division 2  | 27          | 0           | 1                 | 0                 |
| 1980 - 1981 | Toulouse FC   | France | Division 2  | 1           | 0           | -                 | -                 |
| 1981 - 1982 | Paris FC      | France | Division 2  | 25          | 0           | -                 | -                 |
| 1982 - 1983 | Toulouse FC   | France | Division 1  | 11          | 0           | 2                 | 0                 |
| 1983 - 1984 | Toulouse FC   | France | Division 1  | 28          | 0           | 3                 | 0                 |
| 1984 - 1985 | Toulouse FC   | France | Division 1  | 22          | 0           | 9                 | 0                 |
| 1985 - 1986 | Toulouse FC   | France | Division 1  | 29          | 0           | 1                 | 0                 |
| 1986 - 1987 | FC Sochaux    | France | Division 1  | 26          | 0           | 3                 | 0                 |
| 1987 - 1988 | FC Sochaux    | France | Division 2  | 15          | 0           | 4                 | 0                 |
| 1988 - 1989 | USL Dunkerque | France | Division 2  | 13          | 0           | 1                 | 0                 |
| 1989 - 1990 | Perpignan FC  | France | Division 3  | 26          | 3           | 1                 | 0                 |
| 1990 - 1991 | Perpignan FC  | France | Division 3  | 14          | 1           | -                 | -                 |
| Total       | Total         | Total  | Total       | 277         | 4           | 26                | 0                 |